# Teodor Wykrętowicz
Teodor Wykrętowicz (ur. 1845, zm. 7 marca 1941) – podporucznik, weteran powstania styczniowego.

## Życiorys
Teodor Wykrętowicz urodził się w Pertkach, w Ziemi Kaliskiej. Pracował jako czeladnik młynarski. Zaciągnął się do oddziału Wielichowskiego, który wszedł w skład partii Taczanowskiego. Po klęsce w bitwie pod Ignacewem (8 maja 1863 roku), Wykrętowicz przeszedł granicę i znalazł się w zaborze pruskim, gdzie ukrywał się do czasu amnestii.
Po odzyskaniu przez Polskę niepodległości (1918) w okresie II Rzeczypospolitej został awansowany do stopnia podporucznika weterana Wojska Polskiego. W 1930 roku został odznaczony Krzyżem Niepodległości z Mieczami. W styczniu 1938 roku wraz z 49 weteranami oraz trzema weterankami (Marią Bentkowską, Marią Fabianowską i Lucyną Żukowską) został odznaczony Krzyżem Oficerskim Orderu Odrodzenia Polski. Posiadał również Krzyż Walecznych i Krzyż Siedemdziesięciolecia Powstania Styczniowego.
W 1938 roku mieszkał w Warszawie. Zmarł 7 marca 1941 roku, został pochowany na Kwaterze Weteranów Powstania Styczniowego na Cmentarzu Wojskowym na Powązkach w Warszawie (13C-2-1).